# سولون (اوهایو)
سولون(به انگلیسی: Solon) شهری در ایالت اوهایو کشور ایالات متحده آمریکا است که جمعیت آن در سرشماری سال ۲۰۱۰ میلادی، ۲۳٬۳۴۸ نفر بوده‌است.